# Frans Marius de Vries van Heijst
Frans Marius de Vries van Heijst (Den Haag, 27 november 1835 -  Delft, 5 maart 1910) was burgemeester van Hardinxveld en van Delft.
De Vries van Heijst was in de periode 1867-1871 burgemeester van Hardinxveld en werd in 1872 benoemd tot burgemeester van Delft. Hij bleef die functie vervullen tot aan zijn dood in 1910; daarmee is hij tot op heden van alle burgemeesters die Delft heeft gehad, nog steeds degene met de langste ambtstermijn. Twee maanden na zijn dood besloot de gemeenteraad van Delft een plein naar hem te noemen: het De Vries van Heijstplein. In 1951 werd het plein omgedoopt in plantsoen.